# 氟硼酸亚锡
氟硼酸亚锡是锡(II)的氟硼酸盐，化学式为Sn(BF4)2。市售品的形式为50%氟硼酸亚锡的水溶液。其溶液在蒸发时分解。

## 制备
氟硼酸亚锡可由电解法制备，阳极为锡，电解含42%的氟硼酸和3%的硼酸混合溶液，电解温度为38℃。也可由锡和氟硼酸或氟硼酸铜反应得到，将锡熔融后冷却可以提高其反应活性。
Sn + 2 HBF4 → Sn(BF4)2 + H2↑
Sn + Cu(BF4)2 → Cu + Sn(BF4)2
但氟硼酸亚锡中如果存在微量的Cu2+，在酸性条件下，会促进Sn2+至Sn4+的转化。

## 应用
氟硼酸亚锡可以用于锡的电镀。